# Dongchang
Dongchang är ett stadsdistrikt och säte för stadsfullmäktige i Tonghua i Jilin-provinsen i nordöstra Kina.